# 足球週刊
《足球周刊》是中国《体坛周报》下属的一份专门介绍足球及其相关内容的杂志。创刊于2001年，至2024年底已经出版第900期，被认为是中國最有影响力的一份足球类杂志。

## 简介
《足球周刊》与多間歐洲雜誌社有合作關係，與《法國足球》、西班牙《足球先生》、南非《開球》有獨家版權合作協議，與意大利《米蘭體育報》及Eurosport為海外戰略合作伙伴，因此，《足球周刊》經常能轉載球員獨家訪問、球員專訪，和專題介紹。
《足球周刊》亦不時於世界盃、欧洲杯、欧洲冠军杯、四大联赛時出版特刊与秩序册，如《意向柏林》、《欧战2004》、《冠軍盃50年》、《金球奖50年》、《欧洲杯50年》等。
2007年5月3日，《足球周刊》被「歐洲體育雜誌聯盟」（英語：European Sports Magazines）接納為會員，擁有評選金球奖、歐洲最佳11人、歐洲最佳教練等資格。
除内地版外，《足球周刊》还发行有香港版。香港版与内地版内容并不完全同步。